# Wyoming Highway 311
Der Wyoming Highway 312 (kurz: WYO 312) ist eine 3,20 km lange State Route im US-Bundesstaat Wyoming, die im Südosten des Bundesstaates im Platte County verläuft.

## Streckenverlauf
Die kurze State Route beginnt an der Kreuzung mit dem Wyoming Highway 310, rund 6 km westlich der Stadt Wheatland und unmittelbar östlich des CDP's Westview Circle im Platte County. Die Straße verläuft in nördliche Richtung und endet bereits nach 3,20 km an der Kreuzung mit Platte County Route 139 und Platte County Route 90 (Fletcher Park Road).

## Belege
1. 1 2  AARoads: Wyoming State Route Log: 300 through 399. Abgerufen am 12. März 2024 (amerikanisches Englisch).